# 条叶榕
条叶榕（学名：Ficus pandurata var. angustifolia）为桑科榕属下的一个变种。

## 扩展阅读
- 維基物種上的相關：条叶榕